# Nowa Wieś Wielka (Koejavië-Pommeren)
Nowa Wieś Wielka is een dorp in het Poolse woiwodschap Koejavië-Pommeren, in het district Bydgoski. De plaats maakt deel uit van de gemeente Nowa Wieś Wielka en telt 2207 inwoners.